# Nene Chicken
Nene Chicken 是一家總部位於韓國的跨國炸雞連鎖專賣店。2018年11月, Nene Chicken決定由NU'EST W和SEVENTEEN擔任代言人。

## 各國據點
Nene Chicken除韓國以外，在阿拉伯聯合大公國、香港、馬來西亞、新加坡和澳洲都有開設分店。2018年11月在台灣開設首家分店，截至2021年已有22間門市。

## 外部連結
- 官方网站
- Nene Chicken台灣 （页面存档备份，存于）